# Hyundai Mistra
La Hyundai Mistra è una autovettura prodotta dalla casa automobilistica sud coreana Hyundai Motor Company dal 2013.

## Descrizione
La Hyundai Mistra è una berlina medio-grande, che si inserisce tra la Hyundai Elantra e Hyundai Sonata nella gamma cinese dei veicoli Hyundai.
La Mistra è stata inizialmente presentata come concept car al salone di Shanghai del 2013, con il modello di produzione introdotto alla fine del 2013.
La Mistra è disponibile con due varianti del motore Hyundai Nu. Una variante da 1,8 litri che produce 143 cavalli e una versione da 2,0 litri che produce 155 cavalli. Nel 2016 è stata introdotta una motorizzazione 1,6 turbo benzina da 175 CV. Nel maggio 2017 la vettura è stata sottoposta a un restyling che ha interessato il design del frontale.